# A magyar jégkorong-válogatott mérkőzései 2001-ben
A magyar jégkorong-válogatott 2001-ben mint frissen feljutott csapat vehetett részt a Divízió I/A. Világbajnokságon, ahol a negyedik helyet szerezte meg. A válogatott legnagyobb sikerét ebben az évben a világbajnokságon érte el, azzal, hogy a házigazdákat, a jóval esélyesebbnek számító francia válogatottat győzték le a magyar jégkorongozók 3-1-re.

## Eredmények
Barátságos mérkőzés
| 570. mérkőzés 2001. március 29. | Magyarország                                                                  | 9 – 0                         | Horvátország | Székesfehérvár Nézőszám: 300 Játékvezetők: Oltyán |
| 570. mérkőzés 2001. március 29. | Orsó 7' 39' Ocskay 24' Kangyal 27' Simon 37' 49' Bali 38' Vas 46' Ladányi 53' | (1:0, 5:0, 3:0) (Jegyzőkönyv) |              | Székesfehérvár Nézőszám: 300 Játékvezetők: Oltyán |

Barátságos mérkőzés
| 571. mérkőzés 2001. április 4. | Szlovénia                          | 4 – 2                         | Magyarország          | Ljubljana |
| 571. mérkőzés 2001. április 4. | Tisar 14' Rosic 15' 56' Sekrej 16' | (3:1, 0:0, 1:1) (Jegyzőkönyv) | Horváth 8' Ocskay 47' | Ljubljana |

Barátságos mérkőzés
| 572. mérkőzés 2001. április 5. | Szlovénia                | 2 – 2                         | Magyarország        | Ljubljana |
| 572. mérkőzés 2001. április 5. | Zupancic 16' Olancic 54' | (1:1, 0:1, 1:0) (Jegyzőkönyv) | Orsó 19' Ocskay 31' | Ljubljana |

Barátságos mérkőzés
| 573. mérkőzés 2001. április 10. | Horvátország | 1 – 8                         | Magyarország                                                             | Zágráb Nézőszám: 1000 Játékvezetők: Raca |
| 573. mérkőzés 2001. április 10. | Svigir 26'   | (0:1, 1:4, 0:3) (Jegyzőkönyv) | Sándor 8' Vas 22' Ocskay 24' Majoross 33' 38' 53' Palkovics 53' Bali 59' | Zágráb Nézőszám: 1000 Játékvezetők: Raca |

Divízió I/A. Világbajnokság
| 574. mérkőzés 2001. április 16. 13:00 (CET) | Magyarország      | 3 – 5           | Dánia                     | Grenoble, Pôle Sud Játékvezetők: Simic |
| 574. mérkőzés 2001. április 16. 13:00 (CET) | Ocskay Orsó Simon | (2:3, 1:1, 0:1) | Degn Duus Akesson Johnsen | Grenoble, Pôle Sud Játékvezetők: Simic |

Divízió I/A. Világbajnokság
| 575. mérkőzés 2001. április 17. 13:00 (CET) | Lengyelország             | 3 – 0           | Magyarország | Grenoble, Pôle Sud Nézőszám: 2842 Játékvezetők: Carson |
| 575. mérkőzés 2001. április 17. 13:00 (CET) | Szubert Tkacz Laszkiewicz | (1:0, 2:0, 0:0) |              | Grenoble, Pôle Sud Nézőszám: 2842 Játékvezetők: Carson |

Divízió I/A. Világbajnokság  France-Hungary icehockey game, 2001 Div.I. WC. YouTube
| 576. mérkőzés 2001. április 19. 20:00 (CET) | Franciaország | 1 – 3                         | Magyarország                   | Grenoble, Pôle Sud Nézőszám: 3500 Játékvezetők: Schultz |
| 576. mérkőzés 2001. április 19. 20:00 (CET) | Bozon 33'     | (0:1, 1:1, 0:1) (Jegyzőkönyv) | Ocskay 6' Orsó 39' Ladányi 60' | Grenoble, Pôle Sud Nézőszám: 3500 Játékvezetők: Schultz |

Divízió I/A. Világbajnokság
| 577. mérkőzés 2001. április 21. 13:00 (CET) | Hollandia                   | 2 – 8                         | Magyarország                                              | Grenoble, Pôle Sud Nézőszám: 800 Játékvezetők: Forest |
| 577. mérkőzés 2001. április 21. 13:00 (CET) | Livingston 46' Versteeg 60' | (0:1, 0:4, 2:3) (Jegyzőkönyv) | Palkovics 9' 29' 30' 40' 53' Majoross 34' Ladányi 54' 60' | Grenoble, Pôle Sud Nézőszám: 800 Játékvezetők: Forest |

Divízió I/A. Világbajnokság
| 578. mérkőzés 2001. április 22. 13:00 (CET) | Magyarország                                       | 5 – 4                         | Litvánia                                    | Grenoble, Pôle Sud Nézőszám: 1000 Játékvezetők: Carson |
| 578. mérkőzés 2001. április 22. 13:00 (CET) | Ocskay 9' 55' Ladányi 10' Tokaji 36' Palkovics 41' | (2:0, 1:3, 2:1) (Jegyzőkönyv) | Bauba 26' Lelenas 28' 31' Bernatavicius 54' | Grenoble, Pôle Sud Nézőszám: 1000 Játékvezetők: Carson |

Barátságos mérkőzés
| 579. mérkőzés 2001. november 9. | Magyarország    | 0 – 3 | Finnország · B-válogatott | Dunaújváros |
| 579. mérkőzés 2001. november 9. | (0:2, 0:0, 0:1) |       |                           | Dunaújváros |

Barátságos mérkőzés
| 580. mérkőzés 2001. november 11. | Magyarország                                                       | 10 – 1          | Hollandia     | Székesfehérvár Nézőszám: 800 Játékvezetők: Árkovics |
| 580. mérkőzés 2001. november 11. | Palkovics Tokaji Ladányi Simon Kaszala Erdősi Sándor Vas ? Peterdi | (7:0, 3:0, 0:1) | Van den Braak | Székesfehérvár Nézőszám: 800 Játékvezetők: Árkovics |

## Külső hivatkozások
- A Magyar Jégkorong Szövetség hivatalos honlapja